# 小背鰭鯰
小背鳍鲇（学名：Silurus microdorsalis）为鲇科鲇属的鱼类，為溫帶淡水魚。分布于中國及朝鮮的鸭绿江、辽河水系等，棲息在底層水域，生活習性不明。该物种的模式产地在鸭绿江。

## 扩展阅读
維基物種上的相關：小背鳍鲇